# Busfor
Busfor, ранее — GillBus, — компания, предоставляющая онлайн-сервис по покупке автобусных билетов на междугородные и международные рейсы.

## История
Сервис был основан в 2012 году под названием GillBus. Основателями стали украинцы Сергей Гиль (Кремено) и Елена Химиченко и россиянин Илья Екушевский. В 2015 году сменила название на Busfor.
В октябре 2016-го фонды Baring Vostok, Elbrus Capital и InVenturePartners инвестировали в компанию $ 20 млн. В августе 2018 года фонд Vostok New Ventures инвестировал в компанию 4 млн долларов. Также в компанию инвестировали FinSight Ventures, Intel Capital и Chernovetskyi Investment Group.
В сентябре 2019 года BlaBlaCar объявил о покупке Busfor. Сделка была закрыта в декабре 2019 года.

## Описание
Busfor — не перевозчик, а агрератор, перепродающий билеты перевозчиков по России, Украине, Белоруссии и Польше. Компания получает около 15 % стоимости билета, каковая на 2018 год в среднем составляет 22 доллара. Сервисы компании — система управления инвентарем перевозчика, система бронирования для финансовых операций между перевозчиками и агентами, сайт и мобильное приложение.
По данным компании, на 2018 год она являлась посредником для примерно 7 тысяч перевозчиков и продавала 4 миллиона билетов в месяц.